# Daniel Bichlmann
Daniel Bichlmann, né le 18 août 1988 à Traunstein, est un coureur cycliste allemand.

## Palmarès
- 2011
  - 2e du Rosenheimer Frucade
- 2013
  - Rosenheimer Frucade
- 2014
  - 5e étape du Tour du Cameroun
- 2019
  - 4e étape du Tour du lac Poyang (contre-la-montre par équipes)
- 2021
  - Tour du Faso : 
    - Classement général
    - 5e étape
- 2025
  - Tour de l'Est International

## Classements mondiaux
| Année                                 | 2014 | 2015 | 2016 | 2017 | 2018  | 2019 | 2020 | 2021 | 2022 | 2023 | 2024  |
| ------------------------------------- | ---- | ---- | ---- | ---- | ----- | ---- | ---- | ---- | ---- | ---- | ----- |
| Classement mondial                    |      |      | nc   | nc   | 2201e | nc   | nc   | nc   | 962e | nc   | 2873e |
| UCI Europe Tour                       | nc   | nc   | nc   | nc   | 1455e | nc   | nc   | nc   | 701e | nc   | nc    |
| UCI Africa Tour                       | 84e  | nc   | nc   | nc   | nc    |      |      |      |      |      |       |
|                                       |      |      |      |      |       |      |      |      |      |      |       |
| Légende : nc = non classéSource : UCI |      |      |      |      |       |      |      |      |      |      |       |